# أبو خضراوي (مينوبار)
أبو خضراوي (بالفارسية: ابوخضراوی) هي قرية تقع في إيران في قسم مينوبار الريفي. يقدر عدد سكانها بـ 647 نسمة بحسب إحصاء 2016.